# Аустралијски морски лав
Аустралијски морски лав (Neophoca cinerea) је врста сисара из реда звери и породице ушатих фока (Otariidae). 

## Распрострањење
Аустралија је једино познато природно станиште врсте.
ФАО рибарска подручја (енгл. FAO marine fishing areas) на којима је ова врста присутна су у источном Индијском океану.

## Станиште
Станиште врсте су морски екосистеми.

## Угроженост
Ова врста се сматра угроженом.

### Популациони тренд
Популација ове врсте се смањује, судећи по расположивим подацима.